# Kathedrale von León (Nicaragua)

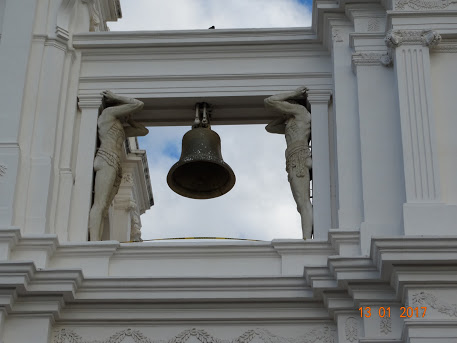
Atlanten auf beiden Seiten des Giebels

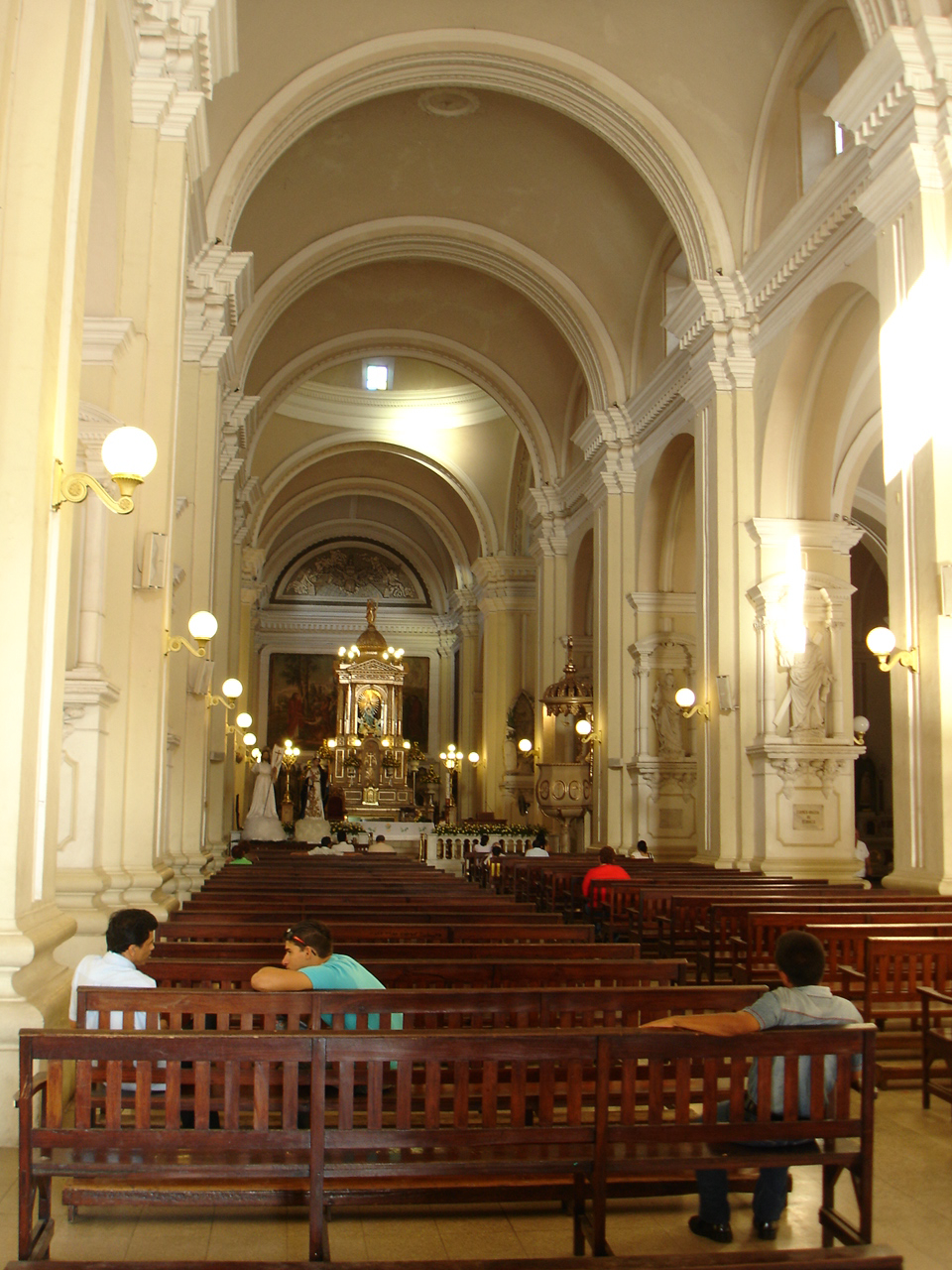
Innenansicht der Kathedrale

Die Kathedrale von León (spanisch Real Basílica Catedral de la Asunción de la Bienaventurada Virgen María) ist die Bischofskirche des ehemals von Honduras über Nicaragua bis nach Panama reichenden Bistums León und ein historisch bedeutsamer Kirchenbau in Mittelamerika. Im Jahr 2011 wurde er als Kulturerbestätte in die Liste der Welterbestätten aufgenommen.

## Geschichte
Das Bistum León wurde bereits im Jahr 1534 – also wenige Jahre nach der Entdeckung und Eroberung Mesoamerikas – von Papst Clemens VII. gegründet; bis zum Bau der heutigen Kathedrale gab es mehrere Vorgängerkirchen (hier und in León Viejo). Die heutige Kathedrale wurde unter dem Bischof Isidro Marín y Figueroa (1744–48) begonnen, im Jahr 1860 fertig gestellt, von Bischof Bernardo Piñol y Aycinena eingeweiht und am 20. November desselben Jahres von Papst Pius IX. zur Basilica minor erhoben.

## Architektur

### Fassade
Die breit gelagerte Fassade wird von zwei gedrungen wirkenden seitlichen Glockentürmen (campanarios) gerahmt und stabilisiert. Das Erdgeschoss aller Bauteile ist durch insgesamt sechs Säulen- bzw. Pilasterpaare aufgelockert; im Mittelteil befinden sich drei in der Höhe gestaffelte Portale. Ein Girlandenfries schließt das Erdgeschoss nach oben ab. Die drei Bauteile darüber (Glockengeschosse der Türme und gerundeter Mittelgiebel) sind voneinander getrennt und nur durch zwei ungewöhnliche, von seitlich stehenden und einen Architrav stützenden Atlanten getragene  „Fenster“ miteinander verbunden. Giebel und Turmfronten zeigen ausschließlich Pilaster und enden mit zahlreichen steinernen Ziervasen.
Auffällig ist das Fehlen von Wandnischen sowie von biblischen oder anderen Heiligenfiguren. 

### Kircheninneres
Das basilikale Langhaus der Kirche ist dreischiffig und tonnengewölbt; über der Vierung erhebt sich eine durch einen mit kleinen Fenstern versehenen Tambour erhöhte Kuppel. Nachdem der Vorgängerbau u. a. wegen der in seinem Inneren herrschenden Dunkelheit abgebrochen worden war, zeichnet sich die heutige Kathedrale durch ihre von zahlreichen Laternen über den Seitenschiffen unterstützte Helligkeit aus. Sie wird gerühmt als eine der Kathedralen mit der schönsten natürlichen Innenbeleuchtung Lateinamerikas.

### Dachlandschaft
Unbedingt sehenswert ist die barocke Dachlandschaft der Kathedrale mit ihren weiten Ausblicken über das Land.

## Ausstattung
In der Kathedrale befindet sich u. a. das Grabmal des bedeutenden nicaraguanischen Dichters und Schriftstellers Rubén Darío.